# ناسيونال أسونسيون
نادي ناسيونال (بالإسبانية: Club Nacional)‏ نادي كرة قدم باراغواياني يلعب في دوري الدرجة الممتاز ويقع مقره في حي باريو أوبريرو في أسونسيون. تم تأسيس النادي في سنة 1904 .